# Hipercaliemia
Hipercaliemia ou hiperpotassemia é a concentração elevada de potássio (K+) no  sangue. Os níveis normais de potássio situam-se entre os 3,5 e 5,0 mmol/L (ou 3,5 e 5,0 mEq/L), definindo-se hipercaliemia como qualquer valor superior a 5,5 mmol/L. Geralmente a hipercaliemia não causa sintomas. Em alguns casos graves pode causar palpitações, dores musculares, fraqueza muscular ou parestesia. A hipercaliemia pode causar arritmias que podem resultar em parada cardíaca e morte.
Entre as causas mais comuns de hipercaliemia estão a insuficiência renal, hipoaldosteronismo e rabdomiólise. Alguns medicamentos podem também elevar os níveis de potássio, entre os quais a espironolactona, anti-inflamatórios não esteroides e inibidores da enzima de conversão da angiotensina. A condição pode ser classificada quanto à gravidade em leve (5,5–5,9 mmol/L), moderada (6,0–6,4 mmol/L) e grave (>6,5 mmol/L). A hipercaliemia pode ser detetada num eletrocardiograma. Deve ser excluída a possibilidade de pseudohipercaliemia causada pela destruição de células durante ou após a colheita de sangue.
Em pessoas com alterações no eletrocardiograma, o tratamento inicial consiste na administração de sais como o Gluconato de cálcio ou o cloreto de cálcio. Entre outros medicamentos administrados para baixar rapidamente os níveis de potássio estão a insulina com dextrose, salbutamol e bicarbonato de sódio. Recomenda-se que seja interrompida a toma de qualquer medicamento que possa agravar a condição e a adoção de uma dieta pobre em potássio. Entre outras medidas para remover o potássio do corpo estão diuréticos como a furosemida e fármacos que se ligam ao potássio como o poliestireno sulfonato e o ciclossilicato de zircónio sódico e hemodiálise. A hemodiálise é o método mais eficaz.
A hipercaliemia é rara em pessoas de outra forma saudáveis. Entre as pessoas hospitalizadas, a frequência varia entre 1% e 2,5%. A condição está associada ao aumento da mortalidade, quer devido à própria hipercaliemia, quer como indicador de outra doença grave, especialmente em pessoas sem doença renal crónica. O termo "hipercaliemia" tem origem no grego ὑπέρ, transl. hupér, hiper- + latim científico kalium, 'potássio' + '-emia', do grego αἷμα, transl. haîma, 'sangue'